# Liste der Wappen im Hohenlohekreis
Diese Liste beinhaltet alle in der Wikipedia gelisteten Wappen des Hohenlohekreises in Baden-Württemberg, inklusive historischer Wappen. Alle Landkreise und fast alle Städte und Gemeinden in Baden-Württemberg führen ein Wappen. Sie sind über die Navigationsleiste am Ende der Seite erreichbar.

## Hohenlohekreis

Wappen des Hohenlohekreises[1]
Der Hohenlohekreis in Baden-Württemberg

## Städtewappen im Hohenlohekreis

Forchtenberg
Ingelfingen
Krautheim
Künzelsau
Neuenstein
Niedernhall
Öhringen
Waldenburg

- Forchtenberg[2]
- Ingelfingen[3]
- Krautheim[4]
- Künzelsau[5]
- Neuenstein[6]
- Niedernhall[7]
- Öhringen[8]
- Waldenburg[9]

## Gemeindewappen im Hohenlohekreis

Bretzfeld
Dörzbach
Kupferzell
Mulfingen
Pfedelbach
Schöntal
Weißbach
Zweiflingen

- Bretzfeld[10]
- Dörzbach[11]
- Kupferzell[12]
- Mulfingen[13]
- Pfedelbach[14]
- Schöntal[15]
- Weißbach[16]
- Zweiflingen[17]

## Ehemalige Gemeindewappen

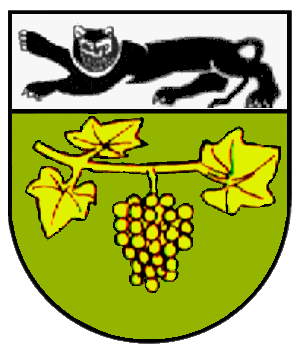
Adolzfurt
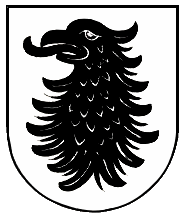
Aschhausen
Belsenberg[20]
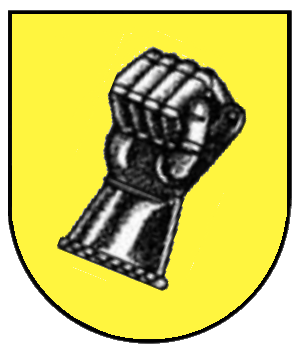
Berlichingen
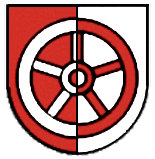
Bieringen
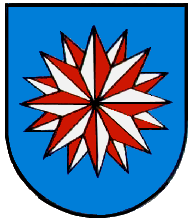
Bitzfeld
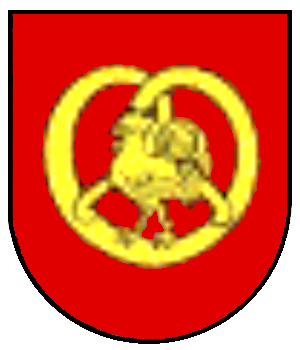
Bretzfeld
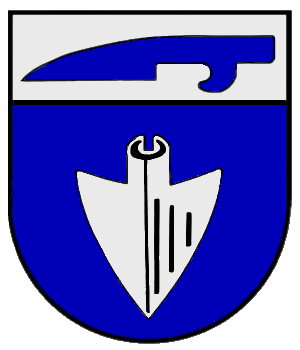
Dimbach
Dörrenzimmern[26]
Eberbach[27]
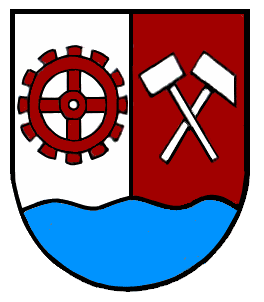
Ernsbach
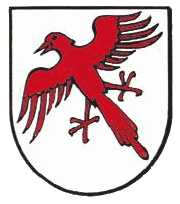
Eschelbach
Eschental[30]
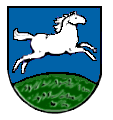
Feßbach
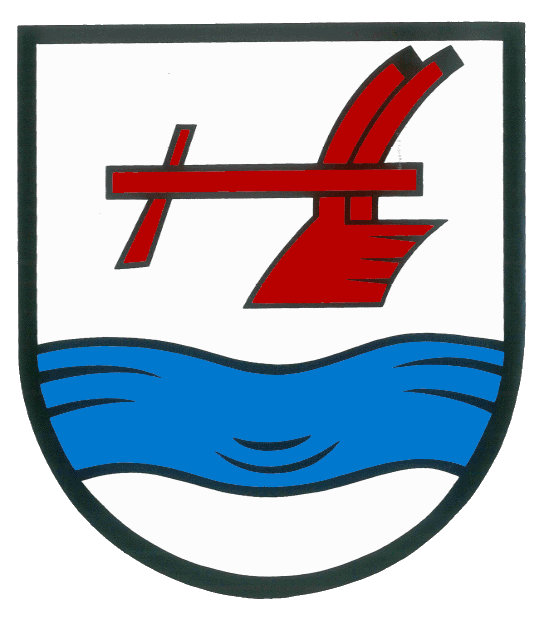
Gaisbach
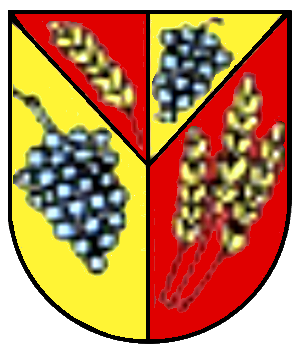
Geddelsbach
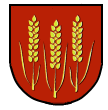
Goggenbach
Gommersdorf[35]
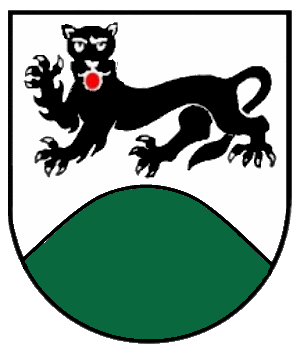
Grünbühl
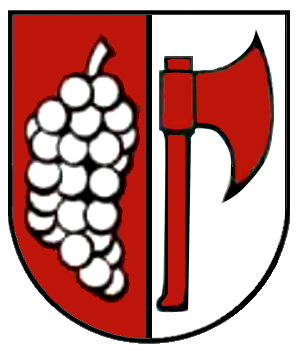
Harsberg
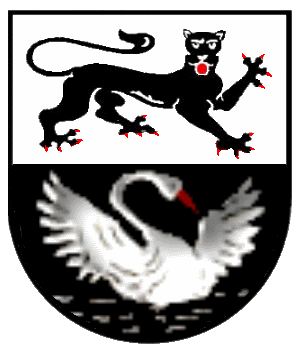
Hermuthausen
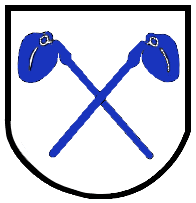
Hohebach
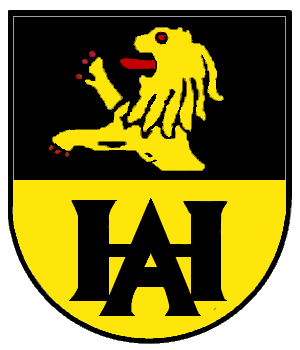
Hollenbach
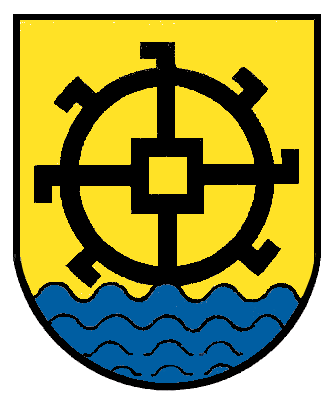
Horrenbach
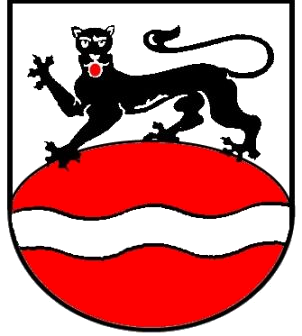
Jagstberg
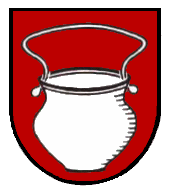
Kesselfeld
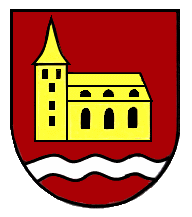
Kirchensall
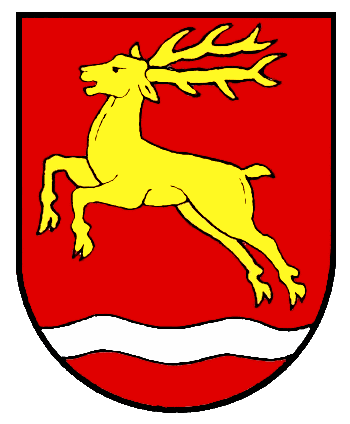
Kleinhirschbach
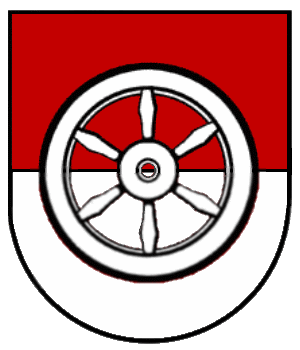
Klepsau
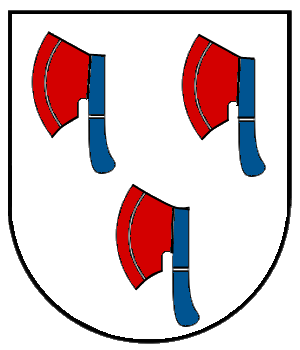
Kocherstetten (Rekonstruktion)
Mangoldsall[48]
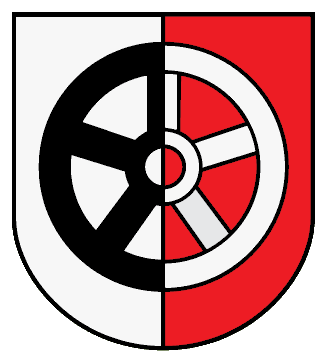
Marlach
Neunstetten[50]
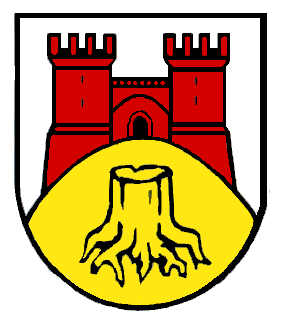
Neureut
Nitzenhausen[52]
Oberginsbach[53]
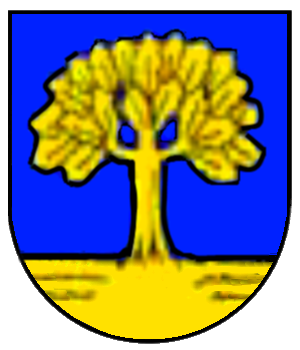
Oberkessach
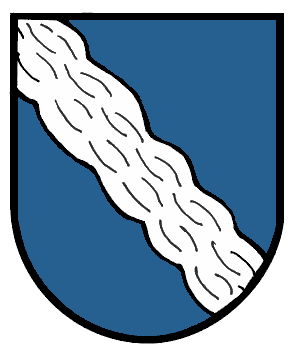
Oberndorf
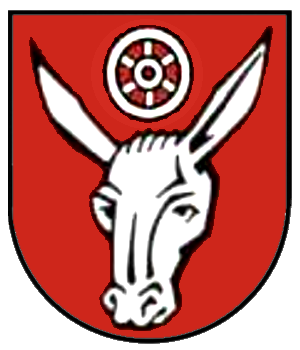
Oberohrn
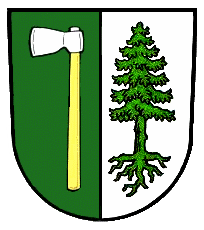
Obersteinbach
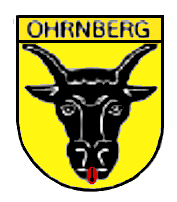
Ohrnberg
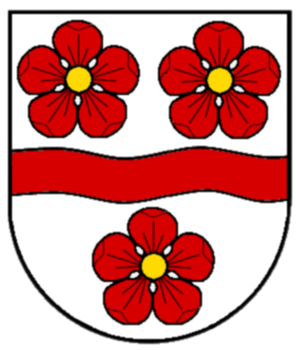
Rappach
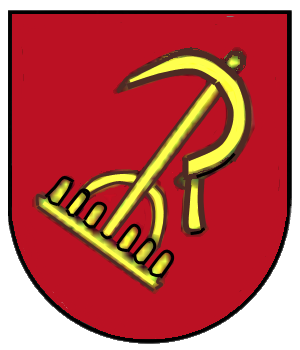
Scheppach
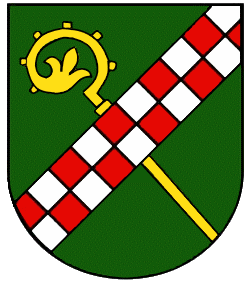
Schöntal alt
Schwabbach[62]
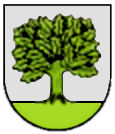
Siebeneich
Simprechtshausen[64]
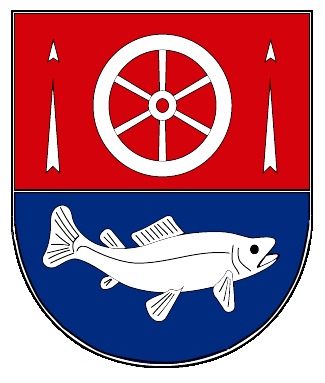
Sindeldorf
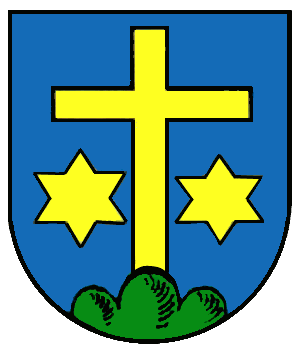
Sindringen
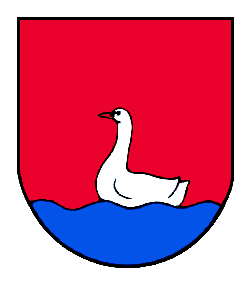
Unterginsbach
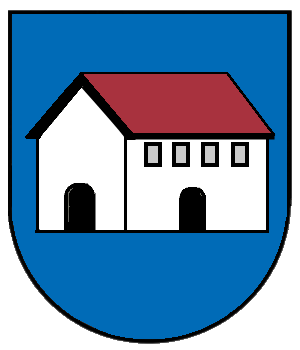
Unterheimbach
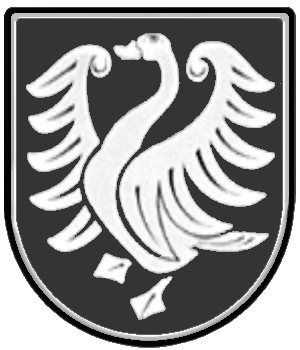
Untersteinbach
Verrenberg[70]
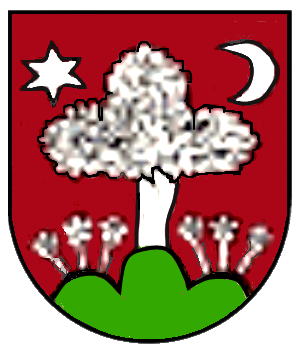
Waldbach
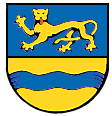
Westernach
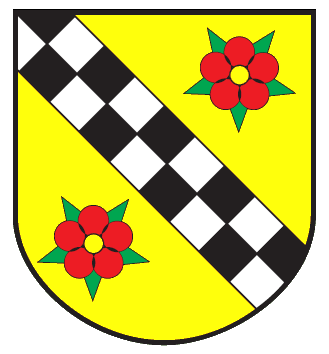
Westernhausen
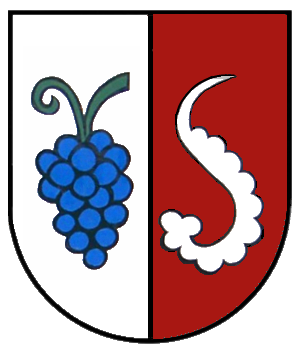
Windischenbach
Winzenhofen[75]
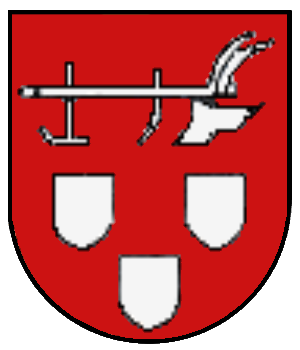
Wohlmuthausen

## Blasonierungen
1. ↑  Hohenlohekreis: In Silber (Weiß) über erhöhtem rotem Schildfuß, darin ein sechsspeichiges silbernes (weißes) Rad, zwei schreitende, rot bezungte schwarze Leoparden mit untergeschlagenen Schwänzen.
2. ↑  Forchtenberg: In Rot der stehende, golden nimbierte und silbern gerüstete Erzengel Michael mit goldenem Kreuzspeer, den Rachen des silbernen Lindwurms durchbohrend.
3. ↑  Ingelfingen: In Blau ein silberner Krummstab.
4. ↑  Krautheim: In elfmal von Schwarz und Silber geteiltem Schild oben rechts eine rote Vierung, darin ein sechsspeichiges silbernes Rad.
5. ↑  Künzelsau: In Blau auf silberner Schüssel das bärtige Haupt Johannes des Täufers.
6. ↑  Neuenstein: In Silber ein roter Spitzhammer.
7. ↑  Niedernhall: In Gold der heilige Laurentius in silbernem Unter-, rotem Obergewand und roten Schuhen, mit der Rechten einen schwarzen Rost haltend, in der Linken ein silbernes Buch tragend.
8. ↑  Öhringen: In von Rot und Silber schräggeteiltem Schild ein schräglinker Schlüssel in verwechselten Farben, mit dem Bart nach oben links weisend.
9. ↑  Waldenburg: In geteiltem Schild oben in Gold auf grünem Boden drei grüne Tannen, unten in Silber ein schreitender, rot bewehrter und rot bezungter hersehender schwarzer Löwe (Leopard) mit untergeschlagenem Schweif.
10. ↑  Bretzfeld: In Gold unter einer liegenden schwarzen Hirschstange eine rote Weintraube, von deren Stiel beiderseits je ein rotes Rebblatt ausgeht.
11. ↑  Dörzbach: Über einem von Silber und Rot gestückten Balken (4 Felder) in Silber drei rote Muscheln (2:1), darunter in Schwarz ein fünfspeichiges silbernes Rad.
12. ↑  Kupferzell: Unter silbernem Schildhaupt, darin ein schreitender, rotbezungter, hersehender schwarzer Löwe (Leopard), in Schwarz eine rotbedachte silberne Kirche (Zelle).
13. ↑  Mulfingen: In Rot ein silberner Schrägbalken, belegt mit drei roten Rosen.
14. ↑  Pfedelbach: In Silber ein gebogenes rotes Steinbockshorn.
15. ↑  Schöntal: In Grün schräg gekreuzt aus dem Unterrand emporkommend ein goldener Krummstab und eine rechte silberne Eisenfaust, die Kreuzung überdeckt mit einem erniedrigten, doppelreihig von Rot und Silber geschachten Balken.
16. ↑  Weißbach: Unter silbernem Schildhaupt, darin ein schreitender rotbewehrter und rotbezungter schwarzer Leopard, in Rot ein silberner Wellenschräglinksbalken.
17. ↑  Zweiflingen: In Silber unter einem schreitenden schwarzen Leoparden mit untergeschlagenem Schweif drei mit den Stielen gekreuzte grüne Ähren.
18. ↑  Adolzfurt: Unter silbernem Schildhaupt, darin ein schreitender rotbezungter schwarzer Leopard mit nach unten geschlagenem Schwanz, in Grün ein goldener Rebzweig mit einer goldenen Traube und drei goldenen Blättern.
19. ↑  Aschhausen: In Silber ein schwarzer Adlerrumpf.
20. ↑  Belsenberg: In Blau zwei silberne Balken.
21. ↑  Berlichingen: In Gold eine schwarze Eisenhand.
22. ↑  Bieringen: In von Rot und Silber gespaltenem Schild ein fünfspeichiges Rad in verwechselten Farben.
23. ↑  Bitzfeld: In Blau ein sechzehnstrahliger, abwechselnd von Silber und Rot facettierter Stern.
24. ↑  Bretzfeld - alt: In Rot eine goldene Brezel, in deren Mitte ein goldener Hahn steht.
25. ↑  Dimbach: Unter silbernem Schildhaupt, darin ein mit der Spitze nach rechts liegendes blaues Pflugsech, in Blau eine silberne Pflugschar.
26. ↑  Dörrenzimmern: In Blau drei gekreuzte goldene Ähren.
27. ↑  Eberbach: Auf einem Boden ein über zwei Blumen linkshin springender Hirsch. [Farben unklar, möglicherweise nur Siegelbild.]
28. ↑  Ernsbach: Über blauem Wellenschildfuß in einem von Silber und Rot gespaltenen Schild vorne ein vierspeichiges, zwölfschaufliges rotes Mühlrad, hinten zwei schräggekreuzte silberne Bergmannshämmer.
29. ↑  Eschelbach: In Silber eine schräge rote Elster.
30. ↑  Eschental: In Rot eine gestürzte goldene Spitze, belegt mit einer bewurzelten grünen Eschenstaude.
31. ↑  Feßbach: In Blau auf grünem Boden ein nach links springendes silbernes Pferd.
32. ↑  Gaisbach: In Silber über einem erniedrigten blauen Wellenbalken ein roter Pflug.
33. ↑  Geddelsbach: In von Gold und Rot gespaltenem Schild eine gestürzte Spitze in verwechselten Farben, in den goldenen Feldern je eine blaue Traube, in den roten Feldern oben eine, unten drei goldene Ähren.
34. ↑  Goggenbach: In Rot drei goldene Ähren.
35. ↑  Gommersdorf: In Silber eine doppeltürmige rote Burg.
36. ↑  Grünbühl: In Silber über einem erhöhten grünen Hügel (Bühl) ein schreitender rotbezungter schwarzer Leopard mit untergeschlagenem Schweif.
37. ↑  Harsberg: In gespaltenem Schild vorne in Rot eine silberne Traube, hinten in Silber ein rotes Streitbeil.
38. ↑  Hermuthausen: In geteiltem Schild oben in Silber ein schreitender schwarzer Leopard, unten in Schwarz ein stehender silberner Schwan.
39. ↑  Hohebach: In silbernem Feld zwei aufwörtsgekehrte schräggekreuzte, blaue, blaugestielte Hacken.
40. ↑  Hollenbach: In geteiltem Schild oben in Schwarz ein wachsender goldener Löwe, unten in Gold die zum Monogramm verschlungenen Großbuchstaben H und A.
41. ↑  Horrenbach: In Gold über blauem Wellenschildfuß ein schwarzes Mühlrad.
42. ↑  Jagstberg: In Silber auf erhöhtem, mit einer silbernen Wellenleiste belegtem rotem Hügel (Berg) ein schreitender, rot bezungter schwarzer Leopard.
43. ↑  Kesselfeld: In Rot ein silberner Kessel.
44. ↑  Kirchensall: In Rot über einer erniedrigten silbernen Wellenleiste eine goldene Kirche.
45. ↑  Kleinhirschbach: In Rot über einer erniedrigten silbernen Wellenleiste ein springender goldener Hirsch.
46. ↑  Klepsau: In von Schwarz und Rot geteiltem Schild ein sechsspeichiges silbernes Rad.
47. ↑  Kocherstetten: In Silber drei (2:1) rote Streitbeile an blauen Stielen.
48. ↑  Mangoldsall: In Grün über einer erniedrigten silbernen Wellenleiste ein schreitendes goldenes Pferd.
49. ↑  Marlach: In von Silber und Rot gespaltenem Schild ein fünfspeichiges, von Schwarz und Silber gespaltenes Rad.
50. ↑  Neunstetten: In Schwarz unter einem fünfspeichigen silbernen Rad schräggekreuzt ein goldener Eichenzweig und goldene Ähren.
51. ↑  Neureut: In Silber auf einem erhöhten grünen Berg, belegt mit einem bewurzelten goldenen Baumstumpf, eine rote Burg mit zwei Zinnentürmen.
52. ↑  Nitzenhausen: In Silber unter einem linkshin aufspringenden roten Pferd ein schwarzes Tatzenkreuz (Deutschordenskreuz).
53. ↑  Oberginsbach: Auf blauem Hintergrund eine weiße Gans.
54. ↑  Oberkessach: In Blau auf goldenem Boden eine goldene Eiche.
55. ↑  Oberndorf: In Blau ein silberner Wellenschrägbalken.
56. ↑  Oberohrn: In Rot ein silberner Eselskopf, zwischen den Ohren ein sechsspeichiges silbernes Rad.
57. ↑  Obersteinbach: Von Grün und Silber gespalten, vorne ein silbernes Beil mit goldenem Stiel, hinten eine bewurzelte grüne Tanne.
58. ↑  Ohrnberg: In Gold ein rot bezungter schwarzer Stierkopf.
59. ↑  Rappach: In Silber ein roter Wellenbalken, darüber zwei, darunter eine fünfblättrige, golden besamte rote Rose.
60. ↑  Scheppach: In Rot ein schräglinker goldener Rechen, der Stiel überdeckt mit einer pfahlweis gestellten goldenen Sichel.
61. ↑  Schöntal alt: In Grün ein schräger, aus dem Schildrand wachsender goldener Abtsstab, überdeckt mit einem doppelreihig von Rot und Silber geschachten Schräglinksbalken (Zisterzienserbalken).
62. ↑  Schwabbach: Unter goldenem Schildhaupt, darin eine liegende schwarze Hirschstange, in Schwarz ein goldener Stern.
63. ↑  Siebeneich: In Silber auf grünem Boden eine grüne Eiche.
64. ↑  Simprechtshausen: In Blau ein goldener Schlüssel und ein goldenes Schwert mit den Griffen nach oben gekreuzt, dazwischen an den Seiten und unten je ein silberner Stern.
65. ↑  Sindeldorf: In geteiltem Schild oben in Rot ein sechsspeichiges silbernes Rad zwischen zwei brennenden silbernen Kerzen, unten in Blau ein linkshin schwimmender silberner Fisch.
66. ↑  Sindringen: In Blau auf grünem Dreiberg ein goldenes Kreuz, beiderseits begleitet von je einem sechsstrahligen goldenen Stern.
67. ↑  Unterginsbach: In Rot auf blauem Wellenschildfuß schwimmend eine silberne Gans.
68. ↑  Unterheimbach: In Blau ein rot bedachtes silbernes Haus [mit je einem rundbogigen Tor an der Giebel- und Traufseite].
69. ↑  Untersteinbach: In Schwarz ein auffliegender silberner Schwan.
70. ↑  Verrenberg: In von Rot und Silber gespaltenem Schild ein Kelchglas in verwechselten Farben, begleitet vorne von einem goldenen, hinten von einem grünen Rebblatt.
71. ↑  Waldbach: In Rot auf grünem Dreiberg ein beschnittener silberner Baum, begleitet vorne von einem sechsstrahligen silbernen Stern, hinten von einem silbernen Halbmond; aus den äußeren Kuppen wachsen je drei silberne Rosen.
72. ↑  Westernach: In geteiltem Schild oben in Blau ein rotbezungter schreitender goldener Leopard, unten in Gold ein blauer Wellenbalken.
73. ↑  Westernhausen: In Silber ein von Schwarz und Silber geschachter Schrägbalken, beiderseits begleitet von je einer roten Rose mit grünen Kelchblättern.
74. ↑  Windischenbach: In von Silber und Rot gespaltenem Schild vorne eine blaue Traube an grünem Stiel, hinten ein silbernes Bockshorn.
75. ↑  Winzenhofen: In Rot ein silberner Krummstab, beiderseits begleitet von je einem goldenen Rad.
76. ↑  Wohlmuthausen: In Rot ein silberner Pflug, darunter drei silberne Schildchen (2:1).

Die Gemeinden Baumerlenbach, Büttelbronn, Cappel, Eckartsweiler, Michelbach am Wald, Möglingen, Obersöllbach, Orendelsall, Schwöllbronn und Westernbach führten gemäß amtlicher Kreisbeschreibung Öhringen kein Wappen.

Von folgenden Gemeinden des Altkreises Künzelsau sind keine Wappen bekannt: Ailringen, Altkrautheim, Amrichshausen, Buchenbach, Criesbach, Crispenhofen, Diebach, Eberstal, Laibach, Laßbach, Meßbach, Morsbach, Muthof, Oberginsbach, Steinbach, Weldingsfelden, Zaisenhausen.

Möglicherweise wurden in Einzelfällen „inoffizielle“ Wappen verwendet.